# Liparetrus flavidus
Liparetrus flavidus är en skalbaggsart som beskrevs av Britton 1980. Liparetrus flavidus ingår i släktet Liparetrus och familjen Melolonthidae. Inga underarter finns listade i Catalogue of Life.